# Conat
Conat (în catalană Conat) este o comună în departamentul Pyrénées-Orientales din sudul Franței. În 2009 avea o populație de 52 de locuitori.

## Evoluția populației
| An        | 1975 | 1982 | 1990 | 1999 | 2006 | 2009 |
| --------- | ---- | ---- | ---- | ---- | ---- | ---- |
| Populație | 38   | 45   | 40   | 45   | 51   | 52   |